# Siège de Mequinenza
 (avril 2021).
Le contenu est difficilement compréhensible vu les erreurs de traduction, qui sont peut-être dues à l'utilisation d'un logiciel de traduction automatique.
Guerre d'indépendance espagnole
Batailles
- Valls (1re)
- 2e Molins de Rei (03-1809) (ca)
- Gérone
- Alcañiz
- María-Belchite
- Mollet
- Vich
- Villafranca (2e)
- Lérida
- Mequinenza
- La Bisbal
- Tortose
- Valls (2e)
- Tarragone (1er)
- Montserrat
- Sagonte
- Valence
- Castalla (1er)
- Castalla (2e)
- Tarragone (2e)
- Ordal

Le siège de Mequinenza eut lieu durant la guerre d'indépendance espagnole, du 15 mai au 8 juin 1810, dans le cadre plus général des guerres napoléoniennes. Il vit l'encerclement de la ville de Mequinenza, située à la confluence des rivières Èbre, Segre et Cinca — à quelque 211 kilomètres à l'Ouest de Barcelone — par une armée française de 16 000 hommes commandée par le général Louis-Gabriel Suchet. Les défenseurs étaient au nombre de 1 000, sous les ordres du colonel Manuel Carbón. Mequinenza et son château furent capturés par les Français après un siège de trois semaines.
Malgré la faiblesse et l'ancienneté des murailles de Mequinenza, son château, bâti sur un éperon rocheux en surplomb de la ville, était particulièrement adapté à la défense. Les ingénieurs militaires de Suchet supervisèrent durant deux semaines le creusement d'un chemin en forme de zigzag afin d'escalader la montagne. Une fois ce travail achevé, les assiégeants hissèrent leurs canons au sommet et ouvrirent le feu contre le château. La ville tomba aux mains des Français le 5 juin ; quant au château, huit jours de bombardement intense l'avaient pratiquement réduit en ruines et le colonel Carbón capitula peu après. Du fait de l'importance stratégique de Mequinenza, qui constituait un point de passage obligé pour la navigation sur l'Èbre, Suchet utilisa la ville comme base d'approvisionnement lors du siège de Tortose au cours de l'hiver 1810-1811.

## Antécédents
Alors que le pouvoir politique aragonais chargé de la défense de la province s'organisait, les troupes espagnoles du général Palafox subirent leurs premiers revers. À compter du 8 juin 1808, les milices de Tolède, de Mallén et d'Alagón essuyèrent de lourdes pertes, et ce jusqu'aux 13 et 14 juin. Devant l'impossibilité de freiner l'avance française, Palafox se retira à Belchite. Saragosse était défendue par une poignée de troupes régulières et par des milices de volontaires sans expérience, parmi lesquelles se trouvaient des compagnies envoyées depuis Mequinenza pour la défense de la ville. Alors que les Français escomptaient s'emparer facilement de Saragosse, leurs attaques échouèrent pourtant face à une défense aragonaise très déterminée.
Le 5 juin 1808, le maire de Mequinenza écrivit au gouverneur de l'Aragon au sujet des modalités de l'enrôlement des miliciens. Deux semaines plus tard, Pedro Navarro, gouverneur du château et de la ville de Mequinenza, expédia un rapport à Palafox sur l'état de la place forte en indiquant qu'il se trouvait dépourvu de canons, de fusils et de poudre puisque tout avait été embarqué vers Tortose quelque temps auparavant. Navarro précisait en outre que huit soldats égarés après le début des combats contre les forces françaises près de Saragosse, faisant probablement partie d'une des compagnies formées par les Mequinenziens pour la défense de cette cité, avaient rejoint la ville. À la fin du mois de janvier 1809, Francisco Palafox, frère du capitaine général d'Aragon, arriva à Mequinenza dans l'objectif de renforcer en hommes divers corps de troupes.
Nonobstant les avis de plusieurs officiers français qui qualifiaient la place d'« inexpugnable », le général Louis-Gabriel Suchet, commandant l'armée impériale d'Aragon, était convaincu de pouvoir surmonter tous les obstacles. Il ordonna au colonel Haxo d'aménager un chemin pour l'artillerie à travers les rochers. Les officiers français édifièrent ensuite deux emplacements, l'un au pied de la zone de Monegre, juste au-dessus de l'Èbre, sur un espace de « deux mille quatre cents pieds », et l'autre sur une petite colline proche du château. De là, les travaux se poursuivirent pour permettre le passage de l'artillerie destinée à bombarder le château de Mequinenza.
La chute de Saragosse, en février 1809, facilita la progression des Français en Aragon. L'un des principaux objectifs des Impériaux était Mequinenza qui constituait une importante voie d'accès à la Catalogne, la Méditerranée et les Pyrénées. Un des meneurs espagnols, Lorenzo Calvo de Rozas, proposa alors l'envoi de canons et d'obusiers de campagne à Mequinenza afin de barrer la route de la Catalogne aux Français.

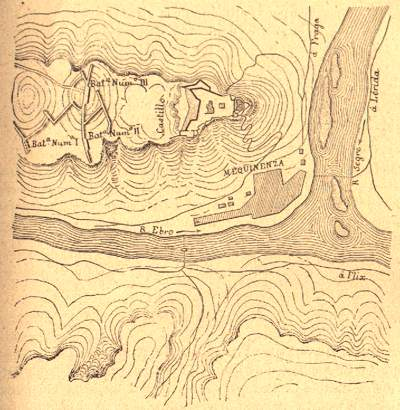
Plan français du château de Mequinenza.

## Premier siège de Mequinenza
La première attaque française sur Mequinenza eut lieu en mars, après la prise de Fraga. Les défenseurs civils, sous les ordres du colonel Manuel Carbón, repoussèrent les assaillants. Après cette tentative ratée, le haut commandement français changea de stratégie et adressa un courrier à Luis Veyan, gouverneur de la place, afin d'obtenir la reddition pacifique du château et de la ville. La missive avait été rédigée par un maire rallié aux Français, Mariano Domínguez, qui écrivait à Veyan : 

« Les peuples fatigués de la guerre veulent se reposer, et si l'un d'eux s'obstine à différer un seul instant les justes désirs de la paix, seul le pire adviendra. Mon zèle, la conviction du caractère de votre Excellence et votre amour de l'humanité, me persuadent que vous saurez décider ce Peuple à rejeter toute opposition aux armes françaises, en tâchant de lui procurer le plus tôt possible par la paix et l'amitié les fruits et les avantages que ces armes procurent à ceux qui savent se prêter à leurs intéressantes intentions. »

À cette époque, Veyan avait été remplacé par le général Joaquín Blake y Joyes pour pallier le manque d'officiers du génie et la lettre fut remise à Juan Antonio Angulo, qui s'empressa de la communiquer à ses supérieurs pour dénoncer la trahison de Domínguez et s'assurer la fidélité de la garnison et de la population de Mequinenza.

## Deuxième siège de Mequinenza

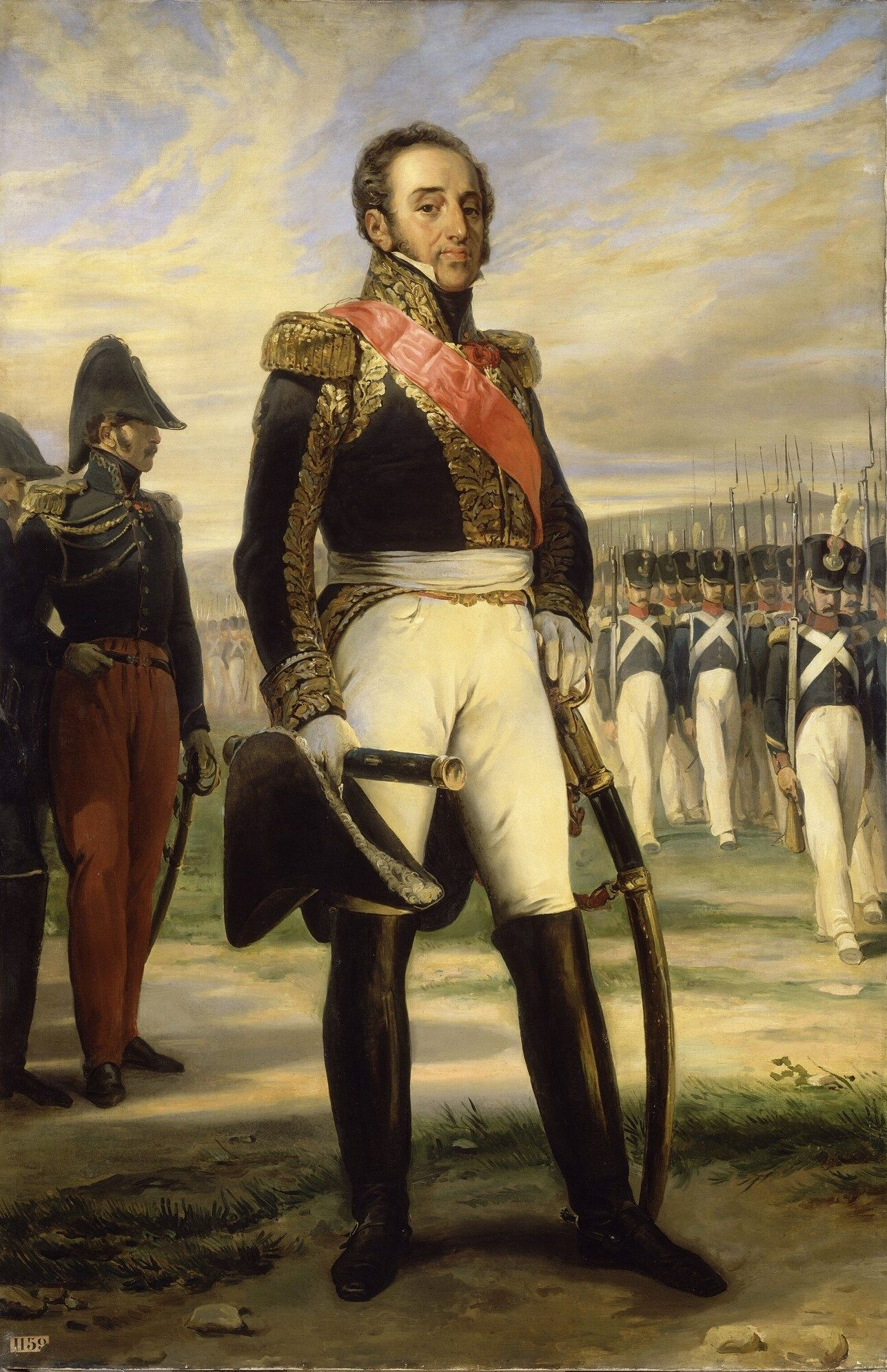
Le général Louis-Gabriel Suchet.

Ayant échoué dans cette tentative de prendre la place pacifiquement, les Français optèrent de nouveau pour la voie militaire. Dans le mois de mai de 1810, après la prise de Lleida, le général Suchet, au commandement du 3º Corps d'Armée, ordonna au général Musnier l'assaut de Mequinenza avec sa division. Le siège commença le 19 mai et les jours suivants, ils s'unirent aux troupes de Musnier de la brigade de Mont-Marie, soutenues sur la rive droite de l'Èbre par les troupes du général Rogniat, qui renforça le siège avec des ingénieurs, sapeurs et mineurs.
Les attaquants comptaient quelques 5 000 hommes, quatre compagnies d'ingénieurs et deux d'artillerie avec 14 pièces. L'artillerie a dû être véhiculée à travers un chemin tracé par le colonel des ingénieurs Haxo, bâti par près deux mille civils et soldats. La défense espagnole de la place forte, aux mains du colonel Charbon, comptait au total 1 200 hommes.
Le 2 juin, les ingénieurs français avaient déjà commencé à creuser des tranchées et placé les pièces d'artillerie pour attaquer le château en même temps que l'infanterie prenait la ville d'assaur. La garnison espagnole abandonna la partie urbaine la nuit du 3 juin et se réfugia dans le château. La nuit du 4 au 5 juin, le deuxième bataillon du premier régiment de la Vistule, malgré des énormes blocs de pierre jetés depuis le château, éleva une tour carrée armée de deux pièces de 12 mm. La même nuit, la population de Mequinenza se rend avec huit canon, quatre cents fusils, quinze tonneaux de poudre et quatre barges. Le chef du bataillon polonais Chlusowitz et le capitaine des sapeurs Foucaud conduisent l'attaque.
Avec la ville prise, le général Suchet passe au siège du fort. La nuit du 7 au 8 juin, l'artillerie comandée par le chef de batallion Raffron, vient d'armer trois nouvelles batteries et le feu de seize pièces d'artillerie commence au lever du jour. Les défenseurs du général Charbon répondent avec vigueur en détruisant trois pièces, bien que le feu français continue d'entailler les défenses. Un pan du mur tombe enfin et les projectiles commencent à toucher le centre du fort. À l'attaque initiale, s'ajoutent les tireurs français, protégés par des parapets faits de sacs de terre.
Le 8 juin, à 10 heures du matin, la garnison espagnole, après avoir offert une grande résistance, bat en retraite et enfin hisse le drapeau blanc. La garnison obtient l'honneur de défiler devant la division du général Musnier et dépose ses armes face au glacis du Château de Mequinenza. Les troupes espagnoles en ce moment étaient formées de 500 soldats de provenances diverses (Navarro-aragonais, Catalans, Contrebandiers, miquelets et aventuriers) et d'un regiment commandé par un anglais du nom de Doyle qui affichait le rang de Commissaire Général d'Aragon. A l'intérieur du château de Mequinenza, les français ont trouvé cinq mortiers, quatre cent mille cartouches de fabrication anglaise, trente mille de poudre ainsi que des vivres pour trois mois.

## Mequinenza Française
La prise de la place de Mequinenza a été célébrée par les autorités françaises qui occupaient Saragosse. La mairie a organisé des fêtes les jours 16 et 17 juin pour le célébrer et a chargé à Manuel Isidro de Ased et Villagrasa de la rédaction d'un livre où raconter ces faits.
Après l'occupation, Mequinenza a été intégrée à un réseau de fortifications dans le Département des Bouches de l'Èbre pour soutenir et approvisionner les troupes françaises. À cela s'es ajouté la navigabilité de l'Èbre, le Segre et le Cinca pour véhiculer troupes, vivres et munitions vers Tortosa qui ont beaucoup de fois souffert d'attaques de guerrilla. La garnison du château de Mequinenza a varié selon les besoins de la guerre et a été composée de troupes de diverses nationalités qui formaient l'armée napoléonienne, du fruit des divers territoires européens sous son contrôle.

## Mequinenza espagnole

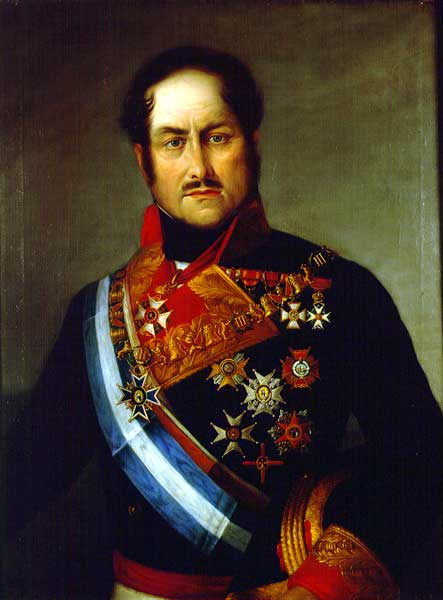
Juan Van Halen.

À la suite du changement du cours de la guerre en 1813, la garnison française du général Paris reçoit le mandat d'abandonner la ville et se diriger à Mequinenza pour se réunir avec les troupes du général Suchet repliées vers la Catalogne depuis ses positions de Valence. Pourchassés par les troupes d'Espoz y Mina, le général français, desobéit à son mandat et se retira directement vers Jaca en abandonnant une grande partie de son artillerie. La libération de Saragosse eut lieu le jour même où Paris abandonnait la capitale. A Mequinenza, la garnison française était composée au mois de juillet 1813 de 433 hommes, 38 pièces d'artillerie, et vivres et fournitures pour huit mois sous le commandement du général Bourgeois. La Mequinenza française tenait garnison devant un possible changement dans la guerre qui rendrait possible un triomphe français.
Au niveau international, Napoléon souffrait à cause de la perte de la Hollande, des incursions britanniques en territoire français et du front prussien. La présence française dans la péninsule se réduisait à divers garnisons enfermées dans des villes et châteaux. Suchet résista au nord de la rivière Llobregat et les armées anglo-espagnoles se chargèrent rapidement de libérer les villes et les fortifications des garnisons françaises. Dans le cas de Mequinenza, la libération s'est réalisée à travers une stratégie sans livrer bataille. Malgré les tentatives du général Javier Elío qui sollicita la permission pour obtenir des renforts d'artillerie pour libérer le château de Mequinenza, le général Wellington refusa clairement sous le prétexte de qu'ils étaient plus nécessaire la prise de places fortes comme Peñíscola ou Sagunto qu'a la prise de Mequinenza.
La voie militaire ayant été écartée, la libération de Mequinenza se produisit grâce au baron de Eroles, Joaquín Ibáñez Cuevas, lieutenant colonel. Avec l'information fournie par l'officier Juan Van Halen (qui avait servi pendant un temps du côté français) concernant le système de chiffrement utilisé par le haut commandement français pour transmettre ses mandats, le baron de Eroles trama un plan pour convaincre les gouvernants français des places fortes de Tortosa, Lleida, Monzón, Sagunto, Peñíscola et Mequinenza de se rendre devant les forces espagnoles. En 1814, il expédia des faux mandats au général Bourgeois pour abandonner le château de Mequinenza. Le stratagème donna le résultat escompté et les troupes françaises ils évacuèrent le château dans la première quinzaine de février. Loin de Mequinenza, et entouré par des unités espagnoles, le général Bourgeois se vit obligé de rendre les armes.
La capitulation eut lieu près Martorell et a impliqué la livraison de toutes les armes de feu, munitions, poudre, canons et chevaux en permettant uniquement aux officiers de conserver leurs épées. Quelques soldats français de la garnison de Mequinenza ont été utilisés comme monnaie d'échange pour la libération de soldats espagnols prisonniers en France. Le 17 février, le drapeau espagnol flottait à nouveau sur le château de Mequinenza.
Pour les Français, l'importance de Mequinenza fut telle que le nom de la localité apparaît soulignée dans l'Arc de Triomphe de Paris, avec d'autres conquêtes de Napoléon comme Madrid, Plasencia ou Naples.